# Angela Williams
Angela Tramaine (Angela) Williams (Bellflower (Californië), 30 januari 1980) is een Amerikaanse atlete. Ze werd bij de senioren op de 60 m tweemaal Amerikaans kampioene (2003, 2008) en eenmaal wereldkampioene (2008). Ze nam tweemaal deel aan de Olympische Spelen.

## Loopbaan
Haar eerste mondiale succes behaalde Williams in 1998 door een zilveren medaille te winnen op de 100 m bij de WK voor junioren, nadat ze een jaar ervoor de sterkste was gebleken op de Pan-Amerikaanse kampioenschappen. Op de 4 x 100 m estafette werd ze wereldkampioene bij de junioren door met haar teamgenotes Keyon Soley, Myra Combs en Shakedia Jones in een tijd van 43,52 s de Franse (zilver; 44,07) en de Jamaicaanse ploeg (brons; 44,61) te verslaan.
Op het WK indoor 2001 won ze zilver op de 60 m. In hetzelfde jaar vertegenwoordigde ze de Verenigde Staten op de wereldkampioenschappen in Edmonton op de 4 x 100 m estafette. Ze hielp haar land door de voorrondes heen, maar werd in de finale niet opgesteld en moest hierdoor toezien hoe haar team werd gediskwalificeerd.
Op het WK indoor in 2003 won Angela Williams, net als twee jaar ervoor, een zilveren medaille op de 60 m. Op het WK in Parijs won ze als startloopster op de 4 x 100 m estafette met haar teamgenotes Chryste Gaines, Inger Miller en Torri Edwards eveneens een zilveren medaille. Williams plaatste zich ook voor de Olympische Spelen van 2004 in Athene voor het estafettenummer. Met haar team kwam ze gemakkelijk door de voorronde, maar werd gediskwalificeerd in de finale.
Op vrijdag 7 maart 2008 leverde Angela Williams de grootste prestatie van haar atletiekcarrière door op het WK indoor in Valencia wereldkampioene te worden op de 60 m. Op de Olympische Spelen later dat jaar maakte ze deel uit van de Amerikaanse ploeg voor de 4 x 100 m estafette. Haar teamgenotes waren Mechelle Lewis, Torri Edwards en Lauryn Williams. Het viertal werd in de serie vanwege een foute wissel gediskwalificeerd.
De beide olympische optredens van Angela Williams hebben haar niet het succes opgeleverd dat mocht worden verwacht.

## Titels
- Wereldindoorkampioene 60 m - 2008
- Amerikaans indoorkampioene 60 m - 2003, 2008
- NCAA-kampioene 100 m - 1999, 2000, 2001, 2002
- NCAA-indoorkampioene 60 m - 2002
- Wereldjeugdkampioene 4 x 100 m - 1998
- Pan-Amerikaans jeugdkampioene 100 m - 1997
- NACAC kampioene 100 m U25 - 2000

## Persoonlijke records
Outdoor
| Onderdeel | Prestatie | Datum        | Plaats  |
| --------- | --------- | ------------ | ------- |
| 100 m     | 11,02 s   | 28 juni 2008 | Eugene  |
| 200 m     | 23,02 s   | 6 juni 1998  | Norwalk |
| 400 m     | 53,40 s   | 3 juni 1995  | Norwalk |

Indoor
| Onderdeel | Prestatie | Datum            | Plaats      |
| --------- | --------- | ---------------- | ----------- |
| 50 m      | 6,17 s    | 23 februari 2002 | Los Angeles |
| 55 m      | 6,73 s    | 15 februari 2003 | Los Angeles |
| 60 m      | 7,06 s    | 7 maart 2008     | Valencia    |

## Palmares

### 60 m
- 2001:  WK indoor - 7,09 s
- 2003:  WK indoor - 7,16 s
- 2008:  WK indoor - 7,06 s

### 100 m
- 1995:  Pan-Amerikaanse juniorenkampioenschappen - 11,64 s
- 1997:  Pan-Amerikaanse juniorenkampioenschappen - 11,34 s
- 1998:  WK junioren - 11,27 s
- 1999:  Universiade - 11,19 s
- 1999:  Pan-Amerikaanse Spelen - 11,16 s
- 2003:  Pan-Amerikaanse Spelen - 11,15 s
- 2003: 7e Wereldatletiekfinale - 11,38 s

### 4 x 100 m
- 1998:  WK junioren - 43,52 s
- 1999:  Universiade
- 1999:  Pan-Amerikaanse Spelen - 43,06 s
- 2003:  WK - 41,83 s
- 2004: DNF OS
- 2008: DSQ OS